# Diclofenac
Diclofenacul este unul dintre cele mai active AINS, având o tolerabilitate clinică. Utilizat pentru tratarea durerii și bolilor inflamatorii precum gută. Se administrează pe cale orală sau rectală în formă de supozitor, prin injecție sau se aplică pe piele. Ameliorarea durerii poate dura până la opt ore. Este disponibil și în asociere cu misoprostol pentru a reduce problemele stomacale.

## Mod de acțiune
Se absoarbe rapid și complet din tubul digestiv, dar are un procent de metabolizare hepatică de 50-52%. Are o acțiune antiinflamatoare eficace, el inhibă COX1 cât și COX 2, în doze mai mici decât indometacinul. Este disponibil sub formă de sare de potasiu (cu efect imediat) și ca sare de sodiu (efect retard).

## Indicații
Poliartrită reumatoidă, spondilartrită anchilopoietică, artroze, afecțiuni reumatice extraarticulare, criza de gută; stări inflamatorii dureroase postoperator, posttraumatice, după extracții dentare, inflamații dureroase în sfera pelvină.

## Efecte adverse
Uneori greață, diaree, epigastralgii (mai ales la începutul tratamentului), sângerări digestive minore; cefalee, amețeli; rareori afectarea ficatului cu creșterea transaminazelor, afectarea rinichiului; foarte rar reacții anafilactoide (comune pentru toate antiinflamatoriile nesteroidiene). Supozitoarele provoacă uneori iritație locală - prurit, senzație de arsură,

## Contraindicații
Ulcer gastroduodenal activ, sângerări gastrointestinale, leucopenie, trombocitopenie, porfirie; prudență în caz de antecedente ulceroase,la bolnavii de rinichi, în insuficiența hepatică; prudență în timpul sarcinii, nu se administrează în ultimul trimestru și la termen; se recomandă prudență la copii și la bătrâni. Asocierea cu glucocorticoizi sau alte antiinflamatorii nesteroidiene crește riscul sângerărilor digestive și al ulcerului; diclofenacul mărește concentrația plasmatică a litiului și a digoxinei (risc de reacții toxice), favorizează reținerea potasiului sub influența spironolactonei, micșorează efectul furosemidului și al medicației antihipertensive.

## Mod de administrare
Doza zilnică 50 mg/3ori pe zi,de regulă după masă se recomandă un regim ușor hiposodat (pot apărea edeme).